# Мутагенез
Мутагенез — процес виникнення або штучного одержання успадковуваних змін у геномах осіб, які проявляються через зміни у фенотипах. Мутагенез є наслідком пошкодження у молекулах ДНК, пошкоджень хромосом або порушень процесів поділу клітин.

## Види мутагенезу
Розрізняють такі види мутагенезу:
- природний (спонтанний), що відбувається внаслідок дії зовнішніх чинників середовища або фізіолого-біохімічних змін у живому організмі;
- штучний (індукований), зумовлений спрямованою дією різних фізичних або хімічних чинників для одержання мутацій.

Найважливішими характеристиками мутагенезу є частота виникнення мутацій та їхня специфічність, тобто можливість повторного одержання однакових мутацій внаслідок дії одного і того самого чинника. Як правило, хімічні і фізичні мутагенні чинники навіть за високої частоти характеризуються низькою специфічністю. Штучний мутагенез залежить від дози і концентрації чинника (мутагена), тривалості його дії, наявності систем репарації пошкоджень у генетичному матеріалі (ДНК), а також відповідності мутацій конкретним умовам середовища (адаптивні мутації). Мутагенез може проявлятися відразу після дії чинника або із затримкою у часі, яка може тривати навіть кілька поколінь.

## Способи мутагенезу

### Неспрямований мутагенез
Методом неспрямованого мутагенезу до послідовності ДНК вносяться зміни з певною ймовірністю. Мутагенними факторами можуть бути різноманітні хімічні і фізичні впливи — мутагенні речовини, ультрафіолет, радіація. Після отримання мутантних організмів здійснюють виявлення (скринінг) та добір тих, які задовольняють меті мутагенезу. Неспрямований мутагенез є трудомістким та його проведення виправдане, якщо розроблена система скринінгу мутантів.

### Спрямований мутагенез
При спрямованому (сайт-специфічному) мутагенезі зміни у ДНК вносяться у наперед відомий сайт. Для цього синтезують короткі одноланцюгові молекули ДНК (праймери), комплементарні цільовій ДНК за винятком місця мутації.

### Мутагенез за Кункелем
Для бактеріальної плазміди (позахромосомної кільцьової ДНК) отримують уридинову матрицю, тобто таку саму молекулу, в якій залишки тиміну замінені на урацил. Праймер утворюють на матриці, проводять його добудову in vitro за допомогою полімерази до кільцьової ДНК, які комплементарна уридиновій матриці. Трансформують двохланцюгову гібридну ДНК бактеріальної клітини, всередині якої уридинова матриця руйнується як чужорідна та на мутантній одноланцюговій кільцьовій ДНК добудовують другий ланцюг. Ефективність такого способу мутагенезу становить менше 100 %.

### Мутагенез за допомогоюполімеразної ланцюгової реакції(ПЛР)
ПЛР дозволяє здійснювати сайт-спрямований мутагенез з використанням пари праймерів, які несуть матрицю, а також випадковий мутагенез. В останньому випадку помилки у послідовність ДНК вносяться полімеразою в умовах, які знижують її специфічність.

## Значення
Один з найважливіших прийомів експериментальної генетики. Мутагенез широко використовується для вивчення білків і поліпшення їх властивостей (спрямованої еволюції). У селекції мутагенез використовують для отримання перспективних мутантів тварин, рослин і мікроорганізмів. Мутагенез, як інструмент мінливості, вважається одним із рушійних чинників еволюції.